# Astrenis petiolaris
Astrenis petiolaris là một loài tò vò trong họ Ichneumonidae.